# Isochromodes fraterna
Isochromodes fraterna là một loài bướm đêm trong họ Geometridae.